# (7248) Älvsjö
(7248) Älvsjö est un astéroïde de la ceinture principale.

## Description
(7248) Älvsjö est un astéroïde de la ceinture principale. Il fut découvert le 1er mars 1992 à La Silla par le programme UESAC. Il présente une orbite caractérisée par un demi-grand axe de 2,20 UA, une excentricité de 0,18 et une inclinaison de 5,4° par rapport à l'écliptique.

## Compléments